# 钟书樵
钟书樵（1933年—），男，湖北孝南人，中华人民共和国政治人物，曾任中共湖北省委常委、组织部部长，湖北省政协副主席。